# جون هارفي
جون هارفي (بالإنجليزية: John Harvey)‏ هو وكيل مواهب وممثل أمريكي، ولد في 28 يونيو 1917 في الولايات المتحدة، وتوفي في 25 ديسمبر 1970 بنيويورك في الولايات المتحدة بسبب نوبة قلبية.

## وصلات خارجية
- جون هارفي على موقع IMDb (الإنجليزية)
- جون هارفي على موقع قاعدة بيانات برودواي على الإنترنت (الإنجليزية)